# Bronislav Bechyňský
Bronislav Bechyňský (1. ledna 1962 Louny – 22. dubna 2011 Praha) byl přední světový střelec v brokové disciplíně skeet a později trenér.

## Život
Bronislav Bechyňský byl svým okolím vnímán jako upřímný dobrosrdečný člověk oblíbený pro svou dobrou náladu a pohodu, kterou kolem sebe neustále šířil, například vyprávěním neuvěřitelných historek a bohatým smyslem pro humor. Ve sportu byl pracovitý kliďas, ale zároveň zarputilý bojovník. Přestože vyhrával světové soutěže, stále působil jako pozitivní a skromný člověk.
Celý život se doma v Panenském Týnci věnoval své vášni – myslivosti a lesu. Říkával s vtipem, že to není koníček, ale plnokrevník. Právě ten ho už v mládí přivedl ke sportovní střelbě, ve které později dosáhl světových úspěchů. Během studia střední zemědělské školy v Žatci dojížděl na tréninky do Litoměřic do mládežnického střediska. Později v 16 letech, v roce 1978, odešel do Rudé hvězdy Brno, a dojíždění se mu tak značně prodloužilo, kromě toho někdy trénoval stále i v Litoměřicích. Střílení měl ale rád a s dojížděním se jako velmi pohodový člověk snadno popral, do Brna se vždycky těšil. Po škole pracoval v zemědělském družstvu, ale už po půl roce šel na vojnu právě do Brna, kdy se stal definitivně členem Rudé hvězdy Brno. Ohledně práce v družstvu vtipkoval, že je jediným střelcem, který zvládl odrodit dvě krávy.

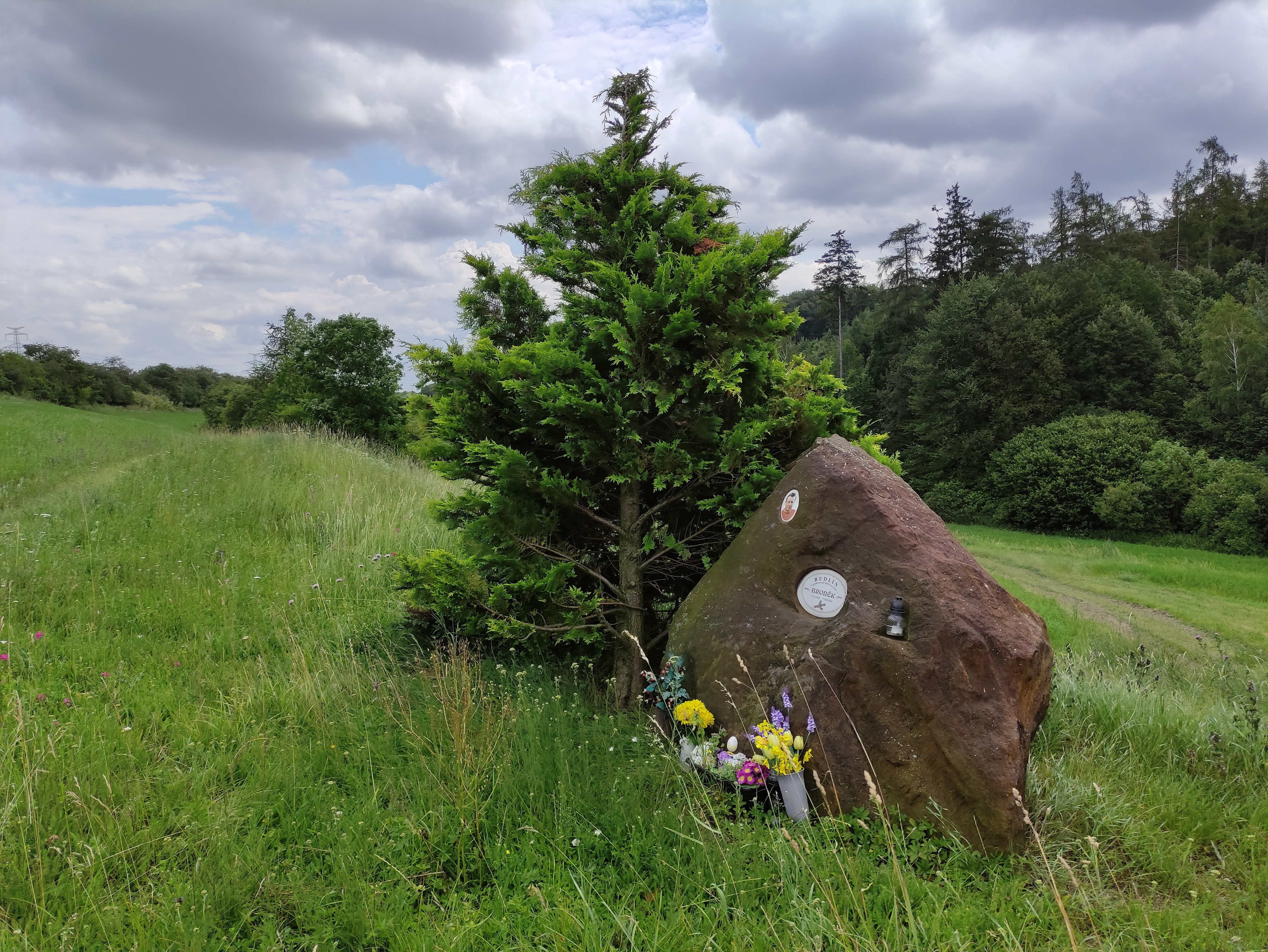
Pomníček Bronislavu Bechyňskému nedaleko jeho domovského Panenského Týnce u lesa, v němž se věnoval myslivosti

Během kariéry dosáhl světových úspěchů. Ve 44 letech v roce 2006 kariéru ukončil a stal se trenérem brněnské Komety na střelnici v Soběšicích.
Při jeho vášni, myslivosti, ulovil srnce i jelena, a divočáky si počítal. Měl jich na sto padesát. Jeho kamarád a sportovní kolega Libor Zaoral s ním zálibu sdílel a často s ním jezdíval do lesa například přikrmovat zvěř nebo číhat na posedu. Byli spolu například na lovu tetřívků v Bělorusku.
Kromě toho také Bechyňský miloval další sporty, například fotbal. Byl velký srdcař a z Brna často o volné víkendy spěchal do Panenského Týnce, aby mohl tým Panenského Týnce podržet v záloze. Z fotbalu potom vyprávěl mnohé vtipné historky. Byl také členem Bolkovy fotbalové jedenáctky.
Bronislav Bechyňský zemřel náhle v pátek 22. dubna 2011 ve věku 49 let po automobilové nehodě na dálnici D1, asi 80 kilometrů od Brna směrem na Prahu. Po tréninku, když s dcerou mířili domů do Panenského Týnce, kde plánovali opravovat střechu domku, kde žila jeho maminka, jejich auto vyletělo z vozovky. Ačkoliv byl Bechyňský transportován do Prahy do nemocnice v Královských Vinohradech, večer zraněním podlehl.
Rozloučení se uskutečnilo v Lounech a pohřbu se účastnili myslivci i střelci, z Moravy dorazila autobusem parta jeho přátel včetně například Petra Švancary. Ten vzpomínal, že cesta byla smutná i veselá, když se připomínaly situace, kterými kamarády Bechyňský vždycky rozveselil. Pohřbu se zúčastnilo na 300 lidí. V brněnském klubu Šelepka se při zahájení sezony scházejí různí sportovci, umělci či herci a každoročně společně drží za Bechyňského minutu ticha.
27. dubna 2012 mu byla na střelnici Komety v Brně-Soběšicích odhalena pamětní deska. Nedaleko Panenského Týnce u lesa Budlína má pomníček. Na jeho počest se v Brně pořádaly každoročně závody Memoriál Bronislava Bechyňského na skeetu.
Bronislav Bechyňský měl dvě děti – Michaelu a Bronislava.

## Kariérní úspěchy
V Rudé hvězdě Brno ho vedl Vlastimír Málek, tehdejší šéftrenér Rudé hvězdy a státní trenér. Výsledky se kontinuálně zlepšovaly. V roce 1983 se v Bukurešti poprvé zúčastnil mistrovství Evropy v kategorii dospělých. A hned zde zaútočil na seniorskou medaili, nicméně snažení mu zkazila na šestém stanovišti vosa, která ho píchla do podpaždí. Smutnění z uniklé medaile mu nevydrželo dlouho a hned vtipkoval, že se na něj slétly vosy z celého Rumunska.
Následně v několika letech získával medaile z mistrovství Evropy i světa. Nikdy ale nezískal medaili z olympiády ani individuální medaili z mistrovství světa a to považoval za svůj kariérní dluh. V roce 1984 měl Bechyňský ohromnou formu, ale kvůli bojkotu olympiády v Los Angeles se o olympijské medaile neutkal. V roce 1992 před olympiádou v Barceloně měl stále skvělou formu, ale reprezentační trenér dal přednost jinému střelci. Na olympiádách v Atlantě roku 1996 a v Sydney v roce 2000 už zabojoval, ale zde se mu nesešla forma a nezískal žádnou medaili. V Sydney ale získal stříbrnou medaili jeho spolubojovník Petr Málek, který vzpomínal, že z ní měl Bechyňský radost, jako by byla jeho vlastní. Ostatně právě s ním Bechyňský vyhrál světové týmové zlato v roce 1990.
Bechyňský během své kariéry získal medaile z několika světových soutěží, například:
- Mistrovství Evropy v družstvech 1984
- Mistrovství světa v družstvech 1990
- Mistrovství Evropy 1992
- Mistrovství Evropy 1998
- Mistrovství Evropy 1999
- Mistrovství Evropy v družstvech 1999
- Mistrovství světa v družstvech 2002